# Joshua Gudnitz
Joshua Amos Gudnitz (Helsingør, 19 agosto 2001) è un ciclista su strada e ciclocrossista danese che corre per il Team ColoQuick.

## Palmarès

### Strada
- 2019 (Juniores)

Campionati danesi, Prova in linea Junior
- 2023 (Team ColoQuick, una vittoria)

Eschborn-Francoforte Under-23

#### Altri successi
- 2022 (Team ColoQuick)

1ª tappa Kreiz Breizh Elites (Ploumagoar, cronosquadre)
- 2023 (Team ColoQuick)

3 Dage i Nord - #1 Campione Cup - Hjørring
3 Dage i Nord - #3 Campione Cup - Aalborg
HurtigJoakimLøbet 5.0
3ª tappa Tour de l'Avenir (Issoudun > Vatan, cronosquadre)
- 2024 (Team ColoQuick)

Spar Nord Fondens Gadeløb
1ª tappa Sydkysten CC Etapeløb  (Truelstrup > Truelstrup)
Roskilde CR

### Cross
- 2017-2018

Campionati danesi, Junior
- 2018-2019

Stockholm Cyclocross, Junior (Stoccolma)
Campionati danesi, Junior
- 2019-2020

Campionati danesi, Under-23

## Piazzamenti

### Competizioni mondiali
- Campionati mondiali su strada

Yorkshire 2019 - Cronometro Junior: 21º
Yorkshire 2019 - In linea Junior: 47º
Glasgow 2023 - In linea Under-23: ritirato
- Campionati del mondo di ciclocross

Valkenburg 2018 - Junior: 61º
Bogense 2019 - Junior: 12º

### Competizioni europee
- Campionati europei su strada

Drenthe 2023 - In linea Under-23: 106º
- Campionati europei di ciclocross

Rosmalen 2018 - Junior: 19º